# Marie-Christine af Belgien
Prinsesse Marie-Christine af Belgien, Fru Gourgues (Marie-Christine Daphné Astrid Elisabeth Léopoldine; født 6. februar 1951) er halvsøster til Albert 2. af Belgien og tante til Philippe af Belgien.

## Titler
- 6. februar 1951 – 23. maj 1981: Hendes kongelige højhed Prinsesse Marie-Christine of Belgien
- 23. maj 1981 – 28. september 1989: Hendes kongelige højhed Prinsesse Marie-Christine of Belgien, Fru Druker
- 28. september 1989 – nu: Hendes kongelige højhed Prinsesse Marie-Christine of Belgien, Fru Gourgues